# كامونيانو
كامونيانو (بالإيطالية: Camugnano)‏ هي بلدية في مقاطعة بولونيا في إقليم إميليا رومانيا الإيطالي.

## السكان
في سنة 1861 بلغ عدد السكان 4٬266 نسمة، وتطور العدد ليصل في سنة 2011 لـ 2٬000 نسمة.
يظهر هذا المخطط البياني تطور النمو السكاني لـ كامونيانو

## توأمة
لكامونيانو اتفاقيات توأمة مع:
- مينيربيو